# Kluchy połom bite

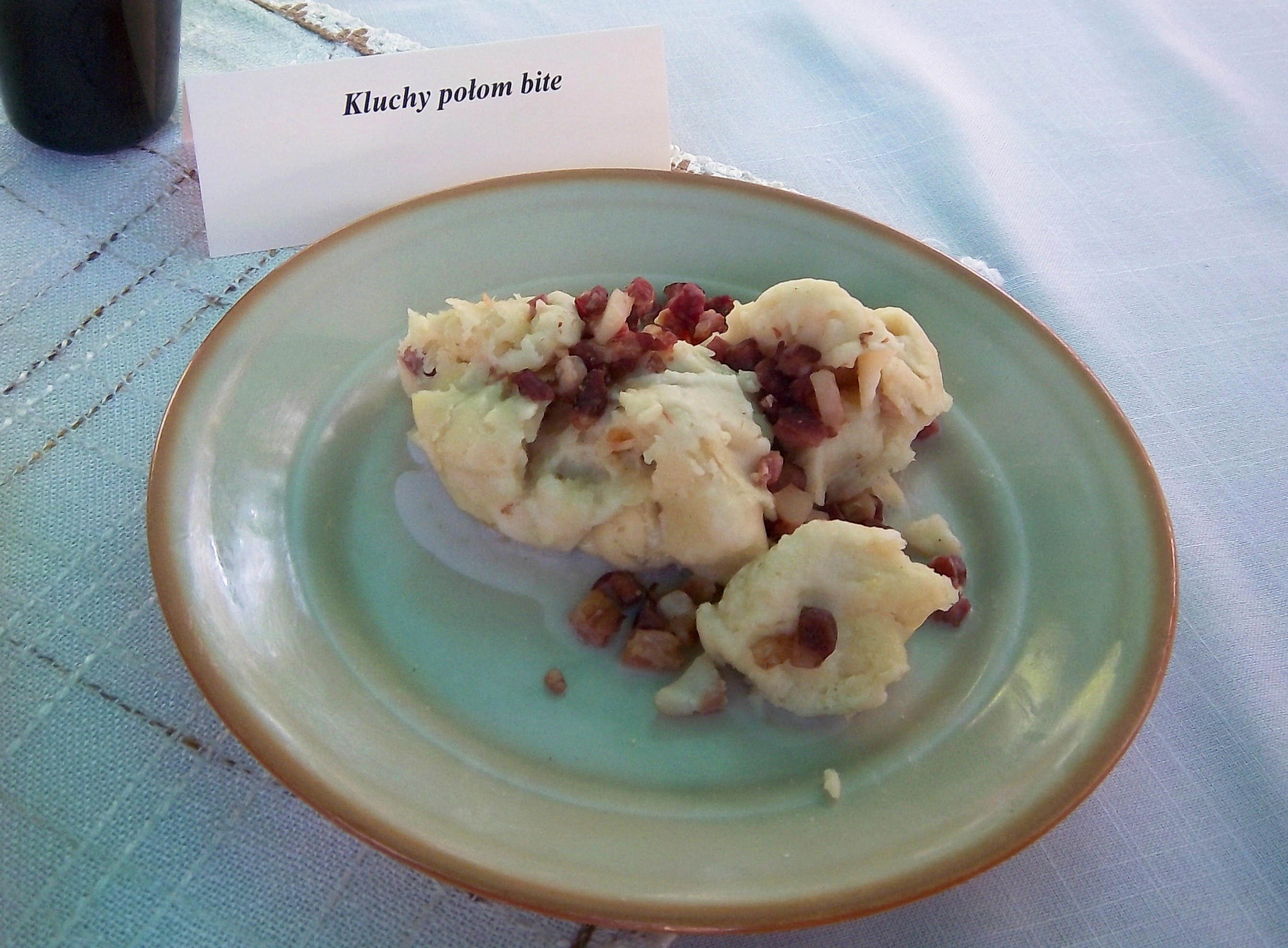
Kluchy połom bite na talerzu

Kluchy połom bite – produkt tradycyjny i regionalny z ziemniaków połączonych z mąką i ubitych z pomocą specjalnej pałki, charakterystyczny dla gminy Kroczyce. W innych regionach Polski odmiany potrawy są znane pod różnymi nazwami, tj. prażucha ziemniaczana czy fusier.

## Informacje o potrawie
Podstawowym składnikiem są obrane ze skóry i ugotowane na miękko ziemniaki, które soli się i zasypuje mąką, po czym mąkę się zapraża. Gdy mąka jest już w dostatecznym stopniu zaprażona, to całość ubija się drewnianą pałką (połką) o płaskim spodzie aż do uzyskania jednolitej, gładkiej masy. Kluski mają nieregularny kształt i są formowane dopiero przy nabieraniu potrawy łyżką z garnka. Podaje się je jako danie podstawowe, okraszone stopionym boczkiem ewentualnie słoniną, z kiszonym ogórkiem lub kwaśnym mlekiem.
Danie pochodzi z Podlesic, a umiejętność przygotowywania potrawy przekazywana była z pokolenia na pokolenie. Przed II wojną światową było to danie, które znały i przygotowywały wszystkie gospodynie w Podlesicach. W zależności od tego, z czym potrawę serwowano lub od pory roku czy też statusu rodziny, kluchy te były daniem odświętnym lub pospolitym. Obecnie danie oparte na starych recepturach jest doskonale znane wszystkim mieszkańcom gminy Kroczyce. Wykorzystuje się je do promocji regionu.

## Kluchy jako polski produkt tradycyjny
7 czerwca 2011 roku Minister Rolnictwa i Rozwoju Wsi wpisał kluchy połom bite przygotowywane przez gospodynie z Podlesic na Listę produktów tradycyjnych.
28 sierpnia 2011 w Górnośląskim Parku Etnograficznym w Chorzowie podczas XI edycji Konkursu Nasze Kulinarne Dziedzictwo – Smaki Regionów zorganizowanego w ramach dorocznego Jarmarku Produktów Tradycyjnych, Koło Gospodyń Wiejskich z Podlesic za kluchy połom bite i tradycyjną zalewajkę otrzymało I nagrodę w konkursie.
11 września 2011 w Poznaniu podczas Międzynarodowych Targów Wyrobów Spożywczych „Polagra Food” Kołu Gospodyń Wiejskich z Podlesic za zalewajkę i kluchy połom bite wręczono nagrodę – „Perłę 2011”.